# Pustulipora
Pustulipora är ett släkte av svampar. Pustulipora ingår i familjen Ceratostomataceae, ordningen Melanosporales, klassen Sordariomycetes, divisionen sporsäcksvampar och riket svampar.
|             | Microthecium                            |
|             |                                         |
|             | Sphaerodes                              |
|             |                                         |
|             | Sphaeroderma                            |
|             |                                         |
|             | Melanospora                             |
|             |                                         |
|             | Ceratostoma                             |
|             |                                         |
|             | Gonatobotrys                            |
|             |                                         |
|             | Vittatispora                            |
|             |                                         |
|             | Syspastospora                           |
|             |                                         |
|             | Rhytidospora                            |
|             |                                         |
|             | Pteridiosperma                          |
|             |                                         |
|             | Harzia                                  |
|             |                                         |
|             | Proteophiala                            |
|             |                                         |
|             | Erostrotheca                            |
|             |                                         |
|             | Gibsonia                                |
|             |                                         |
|             | Persiciospora                           |
|             |                                         |
| Pustulipora | \| \| Pustulipora corticola \| \| \| \| |
|             | \| \| Pustulipora corticola \| \| \| \| |
|             | Arxiomyces                              |
|             |                                         |
|             | Pustulipora corticola                   |
|             |                                         |

|  | Pustulipora corticola |
|  |                       |